# Olympische Sommerspiele 1920/Teilnehmer (Britisch-Indien)
| Gelbes Symbol für Goldmedaillen mit stilisierten Olympischen Ringen | Graues Symbol für Silbermedaillen mit stilisierten Olympischen Ringen | Braundes Symbol für Bronzemedaillen mit stilisierten Olympischen Ringen |
| ------------------------------------------------------------------- | --------------------------------------------------------------------- | ----------------------------------------------------------------------- |
| —                                                                   | —                                                                     | —                                                                       |

Britisch-Indien nahm an den Olympischen Sommerspielen 1920 in Antwerpen, Belgien, mit einer Delegation von fünf Sportlern (allesamt Männer) an sechs Wettbewerben in zwei Sportarten teil. Es konnten keine Medaillen gewonnen werden. Es war nach den Olympischen Sommerspielen 1900 die zweite Teilnahme an Olympischen Sommerspielen für das Land. 

## Teilnehmer nach Sportarten

### Leichtathletik
- Purma Bannerjee
  - 100-Meter-Lauf

Runde eins: ausgeschieden in Lauf zwei (Rang fünf)
  - 400-Meter-Lauf

Runde eins: ausgeschieden in Lauf acht (Rang vier), 53,1 s, ein Meter hinter dem Drittplatzierten

- Phadeppa Chaugule
  - 10.000-Meter-Lauf

Runde eins: ausgeschieden in Lauf eins, Wettkampf nicht beendet (DNF), Aufgabe bei Kilometer drei
  - Marathon

Finale: 2:50:45,4 h, Rang 19

- Sadashir Datar
  - Marathon

Finale: Wettkampf nicht beendet (DNF)

### Ringen
Freistil
- Kumar Navale
  - Mittelgewicht

Rang neun
Runde eins: Freilos
Runde zwei: Schulterniederlage gegen Charles Johnson aus den Vereinigten Staaten von Amerika

- Randhir Shindes
  - Federgewicht

Rang vier
Runde eins: Freilos
Runde zwei: Freilos
Viertelfinale: Punktsieg gegen George Inman aus Großbritannien
Halbfinale: Niederlage gegen Samuel Gerson aus den Vereinigten Staaten von Amerika
Finalrunde: Niederlage gegen Peter Bernard aus Großbritannien